# Malimba II
Pour les articles homonymes, voir Malimba.
Malimba II est un village dans le département de Sanaga-Maritime au sein de la zone urbaine Édéa 2e dans la région du Littoral au Cameroun. Le village occupe une superficie de 64ha et est entouré d'un technopole de 679 ha.

## Peuples
Le village Malimba II est peuplé majoritairement par des Malimba.